# Taoyuan-Grotte

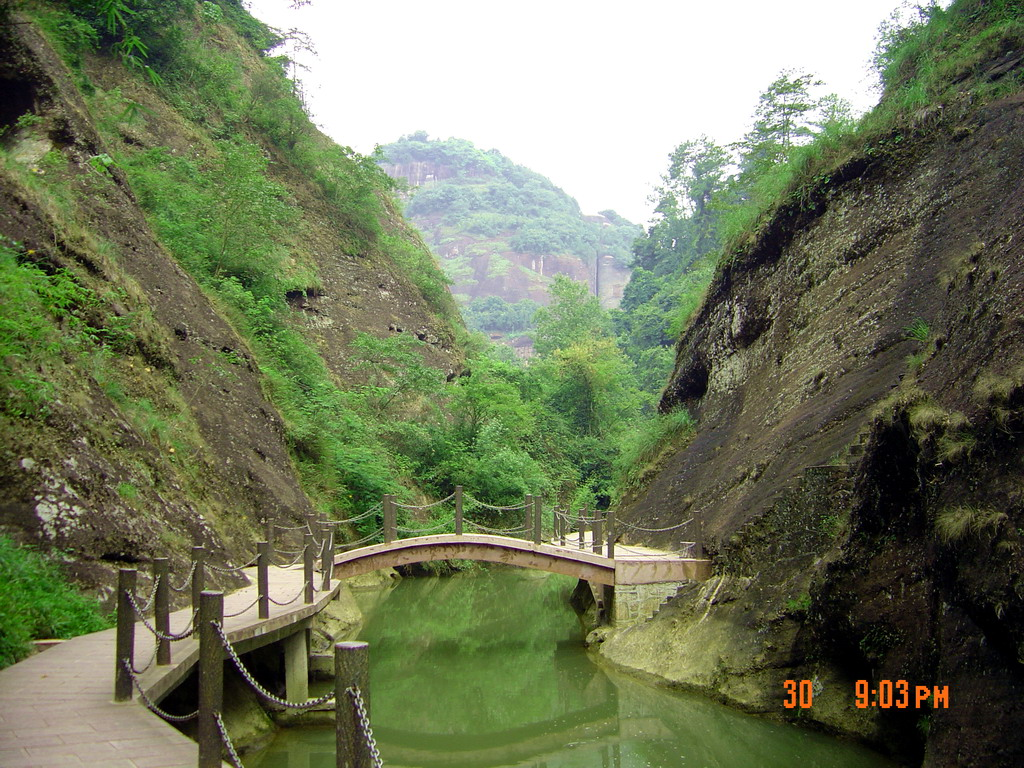
Taoyuan-Grotte

Die Taoyuan-Grotte (chinesisch: 桃源洞, Pinyin: Táoyuándòng, Pfirsichgarten-Grotte) ist ein Höhlensystem in der kreisfreien Stadt Yong’an (永安), die zum Verwaltungsgebiet der bezirksfreien Stadt Sanming der chinesischen Provinz Fujian gehört. 
Sie hat eine Ausdehnung von 10 Kilometern. Im Inneren der Grotte entsteht ein Wechselbild aus zerklüfteten Felsen, dichten Wäldern, blauem Wasser und roten Klippen.
Koordinaten: 26° 1′ 2″ N, 117° 25′ 14″ O